# Hubryzm
Hubryzm – cecha osób mało dojrzałych (najczęściej dzieci i młodzieży), przejawiająca się w przyjmowaniu do siebie jedynie opinii pozytywnych, co połączone jest z wyolbrzymianiem własnych sukcesów i osiągnięć. 